# Montages de base de l'amplificateur opérationnel

La représentation électrique d'un amplificateur opérationnel varie suivant les pays.

Amplificateur non inverseur (normes européennes).

Impédance négative (normes européennes).

Les applications de l'amplificateur opérationnel sont divisées en deux grandes catégories suivant la nature de la contre-réaction :
- si elle s'opère sur l'entrée inverseuse (entrée –), la contre-réaction est dite négative ce qui engendre un fonctionnement du système en mode linéaire ;
- si elle s'opère sur l'entrée non inverseuse (entrée +), la contre-réaction est dite positive et a tendance à accentuer l'instabilité de la sortie qui part vers l'une des tensions de saturation. Le fonctionnement est alors en mode comparateur.

Un dernier ensemble de montages regroupe les structures mixtes ou spéciales : double contre-réaction ou insertion de composants particuliers. Dans ce cas, on ne peut pas, a priori, établir un type de fonctionnement.
Les résistances utilisées dans les schémas de cet article sont de l'ordre du kΩ. Des résistances de moins d'un kΩ nécessiteraient trop de courant et pourraient endommager l'amplificateur. Des résistances de plus d'un MΩ engendreraient trop de bruit thermique et des erreurs significatives dues aux courants de polarisation.

## Circuits en mode linéaire

### Amplificateur différentiel

Amplificateur différentiel (normes européennes).

La sortie est proportionnelle à la différence des signaux appliqués aux deux entrées.
- Quand {\displaystyle {\frac {R_{\mathrm {f} }}{R_{1}}}={\frac {R_{\mathrm {g} }}{R_{2}}}},

- Quand {\displaystyle R_{1}=R_{\mathrm {f} }} et {\displaystyle R_{2}=R_{\mathrm {g} }}, on obtient la fonction soustracteur :

### Amplificateurs de tension

#### Amplificateur inverseur
Le signal en sortie est en opposition de phase par rapport au signal d'entrée.

### Convertisseur courant à tension

Convertisseur courant/tension (normes européennes)

- Aussi appelé Amplificateur à transimpédance ou amplificateur à transrésistance car le rapport de la sortie sur l'entrée {\displaystyle \left({V_{\mathrm {s} } \over I_{\mathrm {e} }}\right)} donne une valeur de résistance.

### Suiveur

Suiveur (normes européennes)

- Souvent appelé étage tampon de tension (Buffer en anglais). Grâce à son impédance d'entrée très importante et à sa faible impédance de sortie, il est destiné à permettre l'adaptation d'impédance entre deux étages successifs d'un circuit.

### Sommateur Inverseur

Sommateur (normes européennes).

Additionne plusieurs entrées pondérées
- Quand {\displaystyle R_{1}=R_{2}=\cdots =R_{n}}

- Quand {\displaystyle R_{1}=R_{2}=\cdots =R_{n}=R_{\mathrm {f} }}

- La sortie est inversée.
- L'impédance d'entrée {\displaystyle Z_{n}=R_{n}}, pour chaque entrée ({\displaystyle V^{-}} est une masse virtuelle).

### Soustracteur
Voir « Amplificateur différentiel ».

### Intégrateur

Intégrateur (normes européennes).

La sortie est proportionnelle à l'intégrale temporelle de la tension d’entrée.

Amplificateur inverseur (normes européennes).

- En ajoutant une résistance R' aux bornes du condensateur, on obtient un comportement intégrateur sur une bande de fréquence limitée de 0 à {\displaystyle f_{c}=1/(2\pi R'C)} (filtre actif passe-bas). Notons qu'à cause des défauts de l'AO réel (voir amplificateur opérationnel – Tension de décalage et courants d'entrée), on adopte quasi-systématiquement cette solution, le comportement intégrateur se retrouvant alors pour les fréquences supérieures à la pulsation de coupure. On évite ainsi la saturation en sortie de l'AO par l'intégration de la composante continue tout en intégrant le signal périodique auquel on porte de l'intérêt.

### Dérivateur

Dérivateur (normes européennes).

La sortie est proportionnelle au taux de variation de la tension d’entrée.
- Le dérivateur est utilisé dans les systèmes de régulation pour surveiller le taux de variation de grandeurs physiques telles que par exemple la température ou la pression.
- En ajoutant une résistance en série avec le condensateur, on obtient le schéma d’un filtre passe-haut.

### Amplificateur d'instrumentation

Amplificateur d'instrumentation (normes européennes).

Le gain est réglable à l'aide d'une seule résistance {\displaystyle R_{\mathrm {gain} }} qui peut venir se connecter aux bornes d'un circuit intégré ou autre. Ce circuit est réalisé de manière intégrée permettant ainsi une grande précision sur les résistances R ainsi qu'une très bonne stabilité thermique.
Le premier étage de l'amplificateur d'instrumentation ne génère pas d'erreur de mode commun grâce à sa symétrie.

### Simulateur d'inductance

Simulateur d'inductance.

L'impédance équivalente de ce montage est définie par :
les deux fréquences de coupures de ce montage sont :
{\displaystyle f_{1}={\frac {1}{2\pi R_{2}C}}} et {\displaystyle f_{2}={\frac {1}{2\pi R_{1}C}}}
- Ce type de montage est aussi appelé gyrateur.

### Redresseur simple alternance sans seuil

Redresseur simple alternance sans seuil.

Ce montage se comporte comme une diode idéale.

### Détecteur de valeur crête

Détecteur de crête (normes européennes).

La fonction de ce montage est de « sauvegarder » la valeur la plus élevée de {\displaystyle V_{e}}.

### Amplificateur logarithmique

Amplificateur logarithmique (normes européennes).

Attention, ce schéma est un schéma de principe : utilisé tel quel, ses caractéristiques dépendent de la température,.

### Amplificateur exponentiel

Amplificateur exponentiel (normes européennes).

Attention, ce schéma est un schéma de principe : utilisé tel quel ses caractéristiques dépendent de la température.

## Circuits en mode non linéaire

### Comparateur

Comparateur (normes européennes).

{\displaystyle V_{\mathrm {s} }=\left\{{\begin{matrix}V_{\mathrm {S+} }&V_{1}>V_{2}\\V_{\mathrm {S-} }&V_{1}<V_{2}\end{matrix}}\right.}= si (V1 > V2) ⇒ VS= +VCC / si( V1 < V2 ) ⇒ VS= -VCC

### Comparateur à deux seuils outrigger de Schmittou comparateur à hystérésis

#### Comparateur à deux seuils non inverseur
Tension de basculement positif : {\displaystyle V_{\mathrm {T^{+}} }=V_{\mathrm {cc} }\left({R_{1} \over R_{2}}\right)}

Tension de basculement négatif : {\displaystyle V_{\mathrm {T^{-}} }=-V_{\mathrm {cc} }\left({R_{1} \over R_{2}}\right)}

T pour threshold, signifiant seuil.

Trigger de Schmitt non inverseur (normes européennes).

Courbe entrée sortie d'un trigger de Schmitt.

Note : remarquez la position des entrées inverseuse et non inverseuse par rapport au montage amplificateur-inverseur.

#### Comparateur à deux seuils inverseur

Trigger de Schmitt inverseur (normes européennes).

Tension de basculement positif : {\displaystyle V_{\mathrm {T^{+}} }=-V_{\mathrm {cc} }\left({R_{1} \over R_{1}+R_{2}}\right)}

Tension de basculement négatif : {\displaystyle V_{\mathrm {T^{-}} }=V_{\mathrm {cc} }\left({R_{1} \over R_{1}+R_{2}}\right)}

T pour threshold, signifiant seuil.

### En français
- J.F. Gazin, Manuel d'applications C.I.L., tome I, Les amplificateurs opérationnels, Thomson-CSF-Sescosem, 1971, 188 p.
- Michel Girard, Amplificateurs Opérationnels, vol. 1 : Présentation, Idéalisation, Méthode d'étude, McGraw-Hill, 1989 (ISBN 2-7042-1194-9).
- Michel Girard, Amplificateurs Opérationnels, vol. 2 : Technologie, Caractéristique, Utilisation, McGraw-Hill, 1989, 567 p. (ISBN 2-7042-1186-8).
- Paul Horowitz et Winfield Hill, Traité de l’électronique analogique et numérique [« The Art of Electronics »], vol. 1 : Techniques analogiques, Publitronic, 1996, 538 p. (ISBN 2-86661-070-9).
- Tran Tien Lang, Électronique analogique des circuits intégrés, Masson, 1997 (ISBN 2-225-85306-1).
- Albert Paul Malvino, David J. Bates, Principes d’électronique [« Electronic principles »], Dunod, 2002 (ISBN 2-10-005810-X)6e édition (traduction de la 6e édition de l’ouvrage anglais).

### En anglais
- (en) Jerald G. Graeme, Applications of Operational Amplifiers : Third Generation Techniques (The Burr-Brown electronics series), Mcgraw-Hill, 1973 (ISBN 0-07-023890-1 et 978-0070238909).
- (en) Jerald G. Graeme, Designing With Operational Amplifiers : Applications Alternatives (The Burr-Brown electronics series), Mcgraw-Hill, 1976, 269 p. (ISBN 0-07-023891-X et 978-0070238916).
- (en) Ron Mancini, Op Amps for Everyone : Design Reference, Newnes, 2003, 377 p. (ISBN 0-7506-7701-5 et 978-0750677011, lire en ligne).
- (en) Walt Jung, Op Amp Applications Handbook, Newnes, 2004 (ISBN 0-7506-7844-5 et 978-0750678445, lire en ligne).
- (en) Albert Paul Malvino, David J. Bates, Electronic principles, McGraw-Hill Science, 2006, 1116 p. (ISBN 0-07-322277-1 et 0071108467)seventh edition.